# 恩斯特一世 (不倫瑞克-哥廷根)
恩斯特一世（约1305年—1367年4月24日），韋爾夫家族成員，不倫瑞克-哥廷根公爵（1344年至1367年在位）。

## 生平
恩斯特一世是不倫瑞克-哥廷根公爵阿爾布雷希特二世與韋爾勒的里克薩的次子。1286年，阿爾布雷希特二世獲得哥廷根公國；1292年，阿爾布雷希特二世從無子嗣的弟弟威廉一世手中繼承布倫瑞克-沃爾芬比特爾公國。1318年，父親去世後，恩斯特一世的長兄溫和者奧托繼承政權。1344年，奧托無子嗣去世後，恩斯特一世與兄長馬格努斯一世瓜分公國。恩斯特一世獲得哥廷根公國，該公國在一段時間內與布倫瑞克的其他地區分離。
哥廷根公國，又稱上森林，是韋爾夫公國中最貧窮的一個。當時，它由前諾特海姆伯國、哥廷根、烏斯拉爾、德蘭斯費爾德、蒙登和吉塞爾韋德等城市以及莫林根的一半組成。布倫瑞克市仍由布倫瑞克各公爵共同擁有。
1339年，恩斯特一世與黑森伯爵「鐵血」亨利二世之女伊莉莎白結婚。恩斯特一世與她育有兩名孩子。其中最著名的是他的繼承人奧托二世。大約在1364年，恩斯特一世將部分政府事務移交給他的兒子奧托一世。恩斯特一世於1367年逝世後，奧托二世完全接管國家。
與其兒子執政時期不同，人們對恩斯特一世的統治所知甚少。據推測，他與前任一樣，與該地區的城市並肩作戰，對抗那些在該地區擁有城堡的貴族强盗男爵。在他的晚年，他大部分時間與鄰國和平相處，並與其中許多國家結盟。他只與希爾德斯海姆主教區及其盟友美因茨、黑森、瓦爾德克和霍恩施泰因交戰。

## 外部連結
- The Guelphs